# Phalloceros tupinamba
Phalloceros tupinamba är en fiskart som beskrevs av Paulo Henrique Franco Lucinda 2008. Phalloceros tupinamba ingår i släktet Phalloceros och familjen Poeciliidae. Inga underarter finns listade i Catalogue of Life.